# Villa Theodora (Bad Reichenhall)

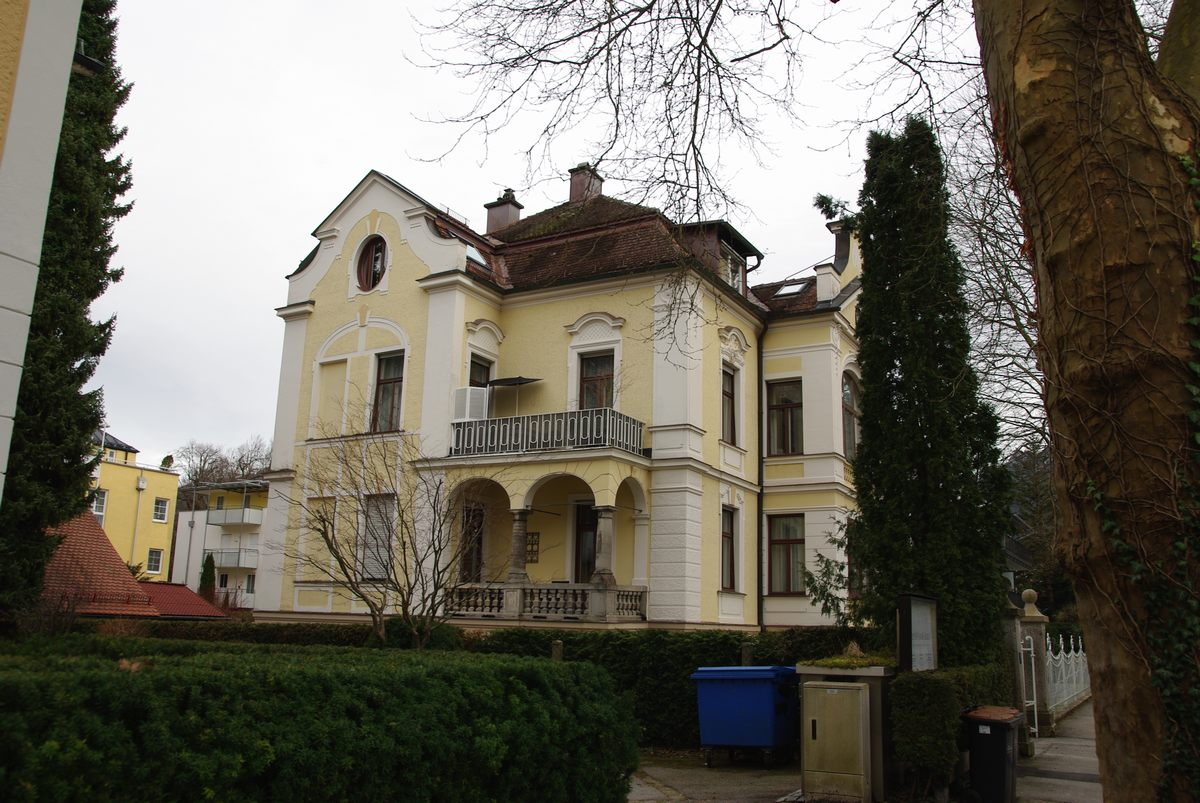
Villa Theodora, Nordseite

Die Villa Theodora (auch: Villa Dr. Schöppner) ist eine Villa in der Luitpoldstraße in Bad Reichenhall.
Die Villa Theodora steht unter Denkmalschutz und ist unter der Nummer D-1-72-114-59 in die Bayerische Denkmalliste eingetragen.

## Geschichte
Die Villa Theodora gehörte dem Kurarzt Dr. Carl Schöppner (* 11. Juli 1865 in Neustadt; † 22. August 1949 in Bad Reichenhall). Schöppner war Gründer der freiwilligen Sanitätskolonne, Mitglied der freiwilligen Feuerwehr, Vorstand der Liedertafel, gründete die Reichenhaller Schlaraffia und war im Verein der Badeärzte und in der Gesellschaft für innere Medizin sehr engagiert. Er war Schwiegersohn des Ernst Mack, der wiederum der Sohn des Mathias Mack war, der mit Ernst Rinck den Kurbetrieb in Reichenhall begründete. Nach Schöppner wurde zu dessen Lebzeiten die Dr.-Carl-Schöppner-Straße benannt, eine Sackgasse gut 300 Meter von der Villa Theodora entfernt.
Am 25. April 1945, dem Tag des Luftangriffs auf Bad Reichenhall, fielen kurz nach neun Uhr morgens die ersten Bomben auf das Stadtgebiet. Dabei wurde das Nebengebäude der Villa Theodora zerstört. Es handelte sich dabei um Notabwürfe aus Maschinen der Royal Air Force, die kurz zuvor den Obersalzberg bei Berchtesgaden bombardiert hatten. Der eigentliche Luftangriff auf Bad Reichenhall, der schwere Schäden im Stadtgebiet zur Folge hatte und über 200 Menschenleben forderte, fand knapp zwei Stunden später statt. Dabei wurde die Ludwigstraße nicht getroffen, da sich das Bombardement auf die Bahnhöfe der Stadt konzentrierte.

## Beschreibung
Villa Theodora ist ein palaisartiger Neubarockbau mit Mansarddach, Giebelrisaliten, Loggien und Balkons von 1900. Die Garteneinfriedung, ein Eisenzaun im Jugendstil, steht ebenfalls unter Denkmalschutz.

## Lage
Villa Theodora liegt an der Luitpoldstraße in Bad Reichenhall. Auf der anderen Seite der Luitpoldstraße befand sich die Kurpension Giselabad, die in den späten 1980er Jahren abgerissen und durch ein modernes Wohnhaus ersetzt wurde. Nordwestlich neben der Villa Theodora befindet sich die ehemalige Kurpension De la Paz, die viele Jahre lang vom bekannten Radrennfahrer Harry Saager betrieben wurde. An der Luitpoldstraße befinden sich noch heute viele weitere Gebäude aus der Zeit der Jahrhundertwende wie das Haus Eden, die Kurpension St. Peter oder die Villa Meta.